# Котляров, Александр Осипович
Алекса́ндр О́сипович Котляро́в (30 августа 1852 — после 1917) — купец и общественный деятель города Славянска, член IV Государственной думы от Харьковской губернии.

## Биография
Православный. Из купеческой семьи. Домовладелец (дом в Славянске, оцененный в 15 тысяч рублей).
Получил домашнее образование.
Купец города Славянска, владел книжным магазином и типографией. Избирался гласным Славянской городской думы (с 1878) и членом Славянской городской управы (1884—1897). С 1887 года состоял купеческим старостой Славянского общества. Был членом «Союза 17 октября».
В 1912 году был избран в члены Государственной думы от Харьковской губернии 1-м съездом городских избирателей. Входил во фракцию октябристов, после её раскола — в группу земцев-октябристов. Состоял членом комиссий: по исполнению государственной росписи доходов и расходов, по делам православной церкви и по городским делам. Был членом Прогрессивного блока.
Судьба после 1917 года неизвестна. Был женат, имел двоих детей.